# 岩田村 (静岡県)
岩田村（いわたむら）は静岡県の西部、豊田郡・磐田郡に属していた村である。磐田市中心部の北西、天竜川左岸にあたる。

## 地理
- 河川 ：天竜川

## 歴史
- 1889年（明治22年）4月1日 - 町村制の施行により、匂坂新村、寺谷村、寺谷村出作場、寺谷沖新田、次郎作新田、匂坂上村、匂坂中村、伝右衛門新田、寺谷新田が合併して豊田郡岩田村が発足。
- 1896年（明治29年）4月1日 - 郡制の施行により所属郡が磐田郡に変更。
- 1956年（昭和31年）1月1日 - 磐田市に編入。同日岩田村廃止。

## 交通

### 鉄道路線
- 光明電気鉄道（1928年 - 1936年）
  - 光明電気鉄道線
    - 遠州岩田駅 - 匂坂駅 - 入下駅 - 寺谷駅